# Chrysoritis braueri
Chrysoritis braueri is een vlinder uit de familie van de Lycaenidae. De wetenschappelijke naam van de soort is voor het eerst gepubliceerd in 1966 door Kenneth Misson Pennington.

## Verspreiding
De soort komt voor in Zuid-Afrika (Oost-Kaap).

## Waardplanten
De rups leeft op Lotononis carnosa (Fabaceae), Myrsine africana (Myrsinaceae), Zygophyllum (Zygophyllaceae) en Thesium (Santalaceae).